# Cha Ji-yeon

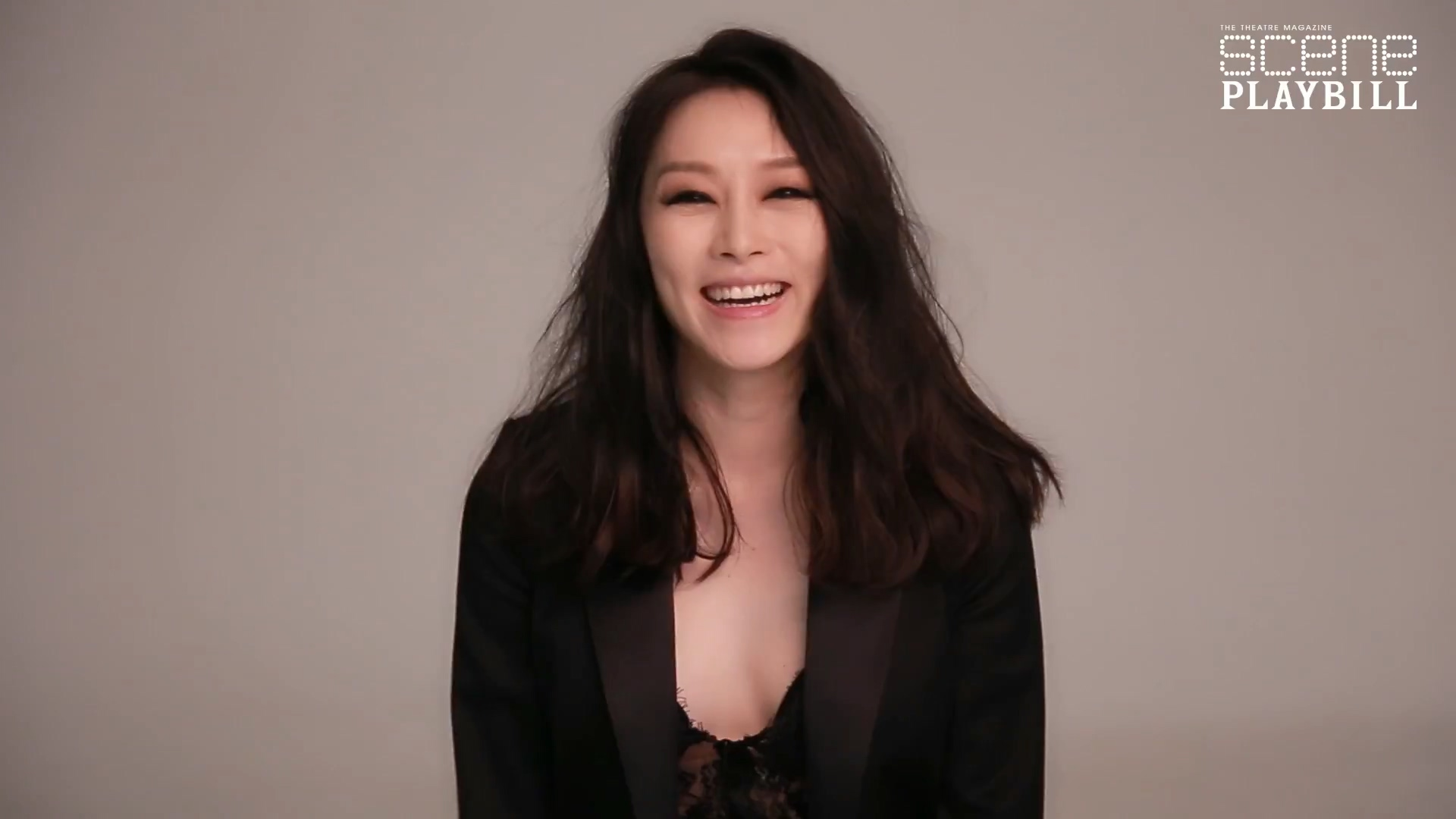
Cha Ji-yeon

Cha Ji-yeon (koreanisch 차지연; * 22. Februar 1982 in Daejeon) ist eine südkoreanische Schauspielerin und Sängerin.

## Leben und Karriere
Cha Ji-yeon wurde am 22. Februar 1982 in Daejeon geboren. Sie studierte an der Seoul Institute of the Arts. Ihr Debüt gah sie 2011 in dem Film The Treacherous. Im selben Jahr trat sie in der Fernsehserie Scent of a Woman auf. Zudem heiratete sie 2015 den Schauspieler und Sänger Yoon Eun-chae und hat zusammen ein Kind. Anschließend bekam sie 2016 eine Rolle in Love, Lies. Außerdem war Cha in dem Film Horror Stories 3 zu sehen. 2021 wurde sie für die Serie Taxi Driver gecastet. Danach bekam sie in dem Film Lost Face eine Nebenrolle. Unter anderem spielte Cha 2022 in der Serie Remarriage & Desires die Hauptrolle.

## Filmografie
Filme
- 2011: The Treacherous
- 2016: Love, Lies
- 2016: Horror Stories 3
- 2021: Lost Face

Serien
- 2011: Scent of a Woman
- 2021–2023: Taxi Driver
- 2022: Remarriage & Desires

## Auszeichnungen

### Gewonnen
- 2010: 16th Korea Musical Awards in der Kategorie „Best New Actress“[5]
- 2011: 5th The Musical Awards in der Kategorie „Best Actress“[6]
- 2012: 1st Seoul Musical Festival Yegreen Awards in der Kategorie „Best Actress in Acting Arts“[7]
- 2017: 6th Yegreen Musical Awards in der Kategorie „Best Actress“[8]
- 2021: 6th Asia Artist Awards in der Kategorie „Scene Stealer Award“[9]
- 2021: SBS Drama Awards in der Kategorie „Best Supporting Actress in a Miniseries Genre/Fantasy Drama“[10]
- 2022: 6th Korea Musical Awards in der Kategorie „Best Actress Award“[11]

### Nominiert
- 2022: 8th APAN Star Awards in der Kategorie „Best Supporting Actress“[12]